# Noah Vandenbranden
Noah Vandenbranden (Meise, 29 juli 2002) is een Belgische wielrenner die zowel op de baan als weg actief is. Hij rijdt vanaf 2023 als beroepsrenner voor Team Flanders-Baloise.

## Palmares

### Baanwielrennen
| Jaar     | BK                                       | EK                                                              | WK       | OS       | NC                             | Overig                                                                               |
| Junioren | Junioren                                 | Junioren                                                        | Junioren | Junioren | Junioren                       | Junioren                                                                             |
| -------- | ---------------------------------------- | --------------------------------------------------------------- | -------- | -------- | ------------------------------ | ------------------------------------------------------------------------------------ |
| 2020     |                                          | km · scratch                                                    |          |          |                                |                                                                                      |
| Beloften |                                          |                                                                 |          |          |                                |                                                                                      |
| 2022     |                                          | ploegenachtervolging                                            |          |          |                                |                                                                                      |
| 2023     |                                          | achtervolging · puntenkoers · ploegkoers · ploegenachtervolging |          |          |                                |                                                                                      |
| 2024     |                                          | omnium · ploegenachtervolging · Ploegkoers                      |          |          |                                |                                                                                      |
| Elite    |                                          |                                                                 |          |          |                                |                                                                                      |
| 2023     | achtervolging · km · omnium · ploegkoers |                                                                 |          |          |                                | IBO Gent: achtervolging 3daagse Aigle: achtervolging                                 |
| 2024     |                                          |                                                                 |          |          | Milton: · ploegenachtervolging | IBO Gent: achtervolging 3 daagse Aigle: achtervolging, omnium, ploegkoers en scratch |

### Resultaten in voornaamste wegwedstrijden
|      | \| Jaar \| Gent-Wevelgem \| \| ---- \| ------------- \| \| 2024 \| opgave \| \| 2025 \| opgave \| |
| Jaar | Gent-Wevelgem                                                                                     |
| 2024 | opgave                                                                                            |
| 2025 | opgave                                                                                            |

## Ploegen
- 2022 –  Lotto Dstny Development Team
- 2023 –  Team Flanders-Baloise
- 2024 –  Team Flanders-Baloise
- 2025 –  Team Flanders-Baloise

Apers · Berckmoes · Bonneu · Braet · Claeys · Clynhens · Colman · De Pestel · De Vylder · De Wilde · Dens · Fretin · Gerits · Hesters · Maris · Van Hemelen · Van Poucke · Vandenbranden · Vanhoof · Verwilst
Bonneu · Claeys · Clynhens · Colman · Craps · De Vylder · De Wilde · Dejaegher · Dens · Deweirdt · Gerits · Hesters · Maris · Van Hemelen · Van Poucke · Vandenbranden · Vandenstorme · Vandevelde · Vanhoof · Vercouillie